# Xscape
Xscape è il dodicesimo album in studio, e il secondo album in studio postumo, del cantante statunitense Michael Jackson, pubblicato il 13 maggio 2014 dalla Sony Music.
L'album è stato pubblicato in due versioni: "versione standard" con copertina con sfondo argentato e un CD di 8 brani inediti rivisitati in chiave contemporanea dai produttori Timbaland, Darkchild, Stargate e J-Roc, alcuni dei quali avevano lavorato direttamente con il cantante in passato; "versione deluxe", con copertina con sfondo dorato e un CD extra con l'aggiunta dei brani nella loro versione originale demo, così come lasciati dal cantante, un duetto virtuale di Love Never Felt So Good con Justin Timberlake più un documentario sul dietro le quinte della realizzazione del progetto.

## Descrizione
Dopo il successo del primo album postumo del cantante, pubblicato nel 2010 col titolo Michael, la Sony Music e la società che gestisce l'eredità del cantante (The Estate of Michael Jackson) cominciarono a selezionare alcuni brani inediti e a contattare alcuni nuovi produttori discografici per lavorare ad un secondo album di inediti postumo. Nell'agosto del 2013, Fred Jerkins III, ex collaboratore e produttore di Michael Jackson, aveva dichiarato di star lavorando ad un nuovo album di inediti del cantante, dichiarando che la casa discografica aveva «un gran numero di canzoni e di filmati mai pubblicati» di Jackson.  Otto mesi dopo, il 31 marzo 2014, la Epic Records ha annunciato ufficialmente la data di pubblicazione dell'album (13 maggio 2014) e che le prevendite sarebbero state aperte dal 1º aprile.
I brani scelti per la lista tracce definitiva dell'album sono stati riarrangiati in chiave contemporanea dai produttori musicali Timbaland, Darkchild, Stargate e J-Roc; tuttavia, il produttore esecutivo dell'album, L.A. Reid, ha dichiarato che le sonorità dei brani sono state ammodernate senza contaminare l'essenza di Michael Jackson.
L'album prende il suo nome dal brano Xscape, inciso da Michael Jackson a partire dal 1999 per l'album Invincible del 2001 e mai inserito nella tracklist definitiva.

## Copertina
la copertina dell'album è stata realizzata utilizzando un'immagine inedita di Michael Jackson tratta da un servizio fotografico realizzato durante le registrazioni del videoclip della canzone Blood on the Dance Floor del 1997. Tramite l'utilizzo della CGI è stata sostituita la camicia color bodeaux che il cantante indossava nella fotografia originale ed è stata aggiunta una giacca brillantata con una sorta di colletto futuristico, che ricorda gli anelli di Saturno, a coprirne metà volto. L'immagine originale è stata comunque utilizzata dalla Sony Music per la promozione dell'album, come per esempio per la realizzazione di alcuni poster e per un murales realizzato dall'artista Mr. Brainwash (Thierry Guetta) nell'aprile 2014. La stessa immagine rielaborata dall'artista è stata poi utilizzata per la copertina digitale della versione deluxe dell'album.

## Promozione
Prima dell'uscita dell'album, una breve parte della canzone Slave to the Rhythm venne utilizzata come sottofondo per lo spot pubblicitario dello smartphone Xperia Z2 di Sony Mobile mentre la Sony ha poi collaborato con la Jeep per uno spot commerciale globale contenente il singolo Love Never Felt So Good.
Ai Billboard Music Award 2014 la canzone Slave to the Rhythm venne interpretata da un Michael Jackson sotto forma di "ologramma", in realtà realizzato tramite il trucco scenico chiamato Fantasma di Pepper, una tecnica utilizzata da secoli dagli illusionisti. La stessa esibizione venne in seguito caricata sulla pagina YouTube ufficiale del cantante.
Per promuovere l'album vennero inoltre pubblicati due singoli ufficiali, Love Never Felt So Good e A Place with No Name, entrambi accompagnati da videoclip lanciati in pompa magna sui principali siti internet e presentati anche tramite alcune iniziative dal vivo. Il primo singolo, pubblicato sia in versione solista che come duetto virtuale con Justin Timberlake (che compare anche nel video), venne presentato in esclusiva agli iHeartRadio Music Awards il 1º maggio 2014, accompagnato da una esibizione del cantante e ballerino Usher, mentre il secondo fu accompagnato dal primo video ad essere presentato esclusivamente su Twitter il 13 agosto 2014 e, in contemporanea, trasmesso sugli schermi giganti a Times Square a New York.

## Accoglienza
Dopo le stroncature alle tre canzoni accusate di non originalità dell'album postumo precedente, le recensioni per Xscape furono per lo più positive. La rivista statunitense Billboard descrisse Xscape come «fresco» e «contemporaneo», definendo inoltre la voce di Jackson come «liscia e grintosa».
Rolling Stone lodò Loving You che, secondo la rivista, «segue la meravigliosa e fresca eredità di Rock With You e The Way You Make Me Feel» definendola un'«eccezione» nell'album ritenendo che la maggior parte delle altre canzoni «ondeggiano nella paura». Lodando i produttori per aver dato alle tracce inedite «massa e persino eruzioni di dubstep» diede all'album 3 stellette e mezza su 4.
Il The Guardian descrisse Love Never Felt So Good come «gioiosa disco music tenuta insieme da risonanti note gravi di piano e archi che si librano in volo», descrivendo le otto tracce come un'«inevitabile mancanza di coerenza come insieme» ma che «servono a ricordarti perché Jackson una volta era il principale genio del pop», dando all'album 3 stellette su 5.
Il Los Angeles Times descrisse le otto canzoni dell'album Xscape come «moderne e vibranti» definendolo «sorprendentemente vitale, come se i produttori incaricati di reimmaginare questo lavoro avessero imbrigliato i defibrillatori della pista da ballo».

## Tracce
1. Love Never Felt So Good – 3:54 (Michael Jackson, Paul Anka) – registrata nel 1980
2. Chicago – 4:05 (Cory Rooney) – registrata tra il 1999-2001
3. Loving You – 3:15 (Michael Jackson) – registrata tra il 1985-1987
4. A Place with No Name – 5:35 (Michael Jackson, Dewey Bunnell, Dr. Freeze) – registrata tra il 1998-2001
5. Slave to the Rhythm – 4:16 (L.A. Reid, Babyface, Daryl Simmons, Kevin Roberson) – registrata nel 1991
6. Do You Know Where Your Children Are – 4:36 (Michael Jackson) – registrata tra il 1986-1990
7. Blue Gangsta – 4:14 (Michael Jackson, Dr. Freeze) – registrata tra il 1998-2001
8. Xscape – 4:05 (Michael Jackson, Rodney "Darkchild" Jerkins, Fred Jerkins III, LaShawn Daniels) – registrata tra il 1999-2001

Tracce bonus dell'edizione deluxe
1. Love Never Felt So Good (Original Version) – 3:21
2. Chicago (Original Version) – 4:44
3. Loving You (Original Version) – 3:03
4. A Place with No Name (Original Version) – 4:57
5. Slave to the Rhythm (Original Version) – 4:36
6. Do You Know Where Your Children Are (Original Version) – 4:40
7. Blue Gangsta (Original Version) – 4:17
8. Xscape (Original Version) – 5:44
9. Love Never Felt So Good (feat. Justin Timberlake) – 4:06

Deluxe Edition con DVD
1. Documentario – 23:18
2. Documentario Outtakes – 2:39

## Successo commerciale
Il primo singolo estratto dall'album, Love Never Felt So Good, entrò nella top 5 negli Stati Uniti, regalando a Jackson il suo più alto posizionamento nelle classifiche di Billboard dal 1995 e il quarto debutto più alto di sempre, e tra i primi posti delle classifiche di iTunes di tutto il mondo, raggiungendo la numero 1 in 18 paesi. Il video della canzone, col duetto virtuale tra Jackson e Timberlake, arrivò al primo posto sempre su iTunes. Alla sua uscita nel maggio 2014, Xscape conquistò i primi posti nelle classifiche globali, raggiungendo il primo posto in 52 paesi e la top 5 in altri 87, incluso il primo posto su Amazon Music e su Spotify, dove spodestò dalla prima posizione la colonna sonora del film Frozen, che occupava il primo posto su Spotify da gennaio 2014. L'album debuttò inoltre al numero 2 della classifica statunitense di Billboard degli album più venduti diventando anche il decimo album di Jackson a raggiungere la numero 1 nel Regno Unito dopo aver debuttato in cima alla Official Albums Chart.
Nel 2024 l'album ha superato la soglia di un miliardo di stream su Spotify diventando il quinto album da solista di Michael Jackson ad ottenere questo risultato.

## Classifiche
| Classifica (2014) | Posizione massima |
| ----------------- | ----------------- |
| Australia         | 1                 |
| Austria           | 1                 |
| Belgio            | 1                 |
| Canada            | 1                 |
| Danimarca         | 1                 |
| Finlandia         | 5                 |
| Francia           | 1                 |
| Germania          | 2                 |
| Italia            | 2                 |
| Irlanda           | 1                 |
| Nuova Zelanda     | 3                 |
| Norvegia          | 2                 |
| Paesi Bassi       | 2                 |
| Polonia           | 4                 |
| Portogallo        | 3                 |
| Regno Unito       | 1                 |
| Repubblica Ceca   | 1                 |
| Scozia            | 3                 |
| Spagna            | 1                 |
| Stati Uniti       | 2                 |
| Svezia            | 3                 |
| Svizzera          | 2                 |